# 第十九號計劃
第十九號計劃是俄羅斯帝國于第一次世界大戰前在東線擬定的作戰計劃，然而该计划不顾俄国军队有种种弊端，俄国陆军组织、备战、集结以及后勤补给的糟糕状况，最终在第一次世界大战中的东线坦能堡会战中以失败而告终。但迫使德国从西线调动兵力来抵抗俄军，影响了西线对法、英联军的战事。

## 计划制定
第十九号计划其前身是G計劃，G計劃的戰略是對德軍預期的攻勢採守勢，是纯粹防御性的，預計初期俄國會受重大兵力及領土損失，以空間換取時間足夠動員，以待動員後以地利、氣候及龐大的人力反攻德國，一如其在1812年抗擊拿破崙率大军进攻俄罗斯一樣。
但法國認為G計劃過於保守，帮助俄国制订的军事计划为两种可能性作准备。在法国人眼中俄国陆军数量庞大，如果德国在西线先进攻法国，法国执行第十七号计划能否成功，让俄国陆军在东线牵制住一部分德军，减轻德军对西线的压力是至关重要的。
故俄國在其盟友法國的請求下，在1910年擬定一個較進取的作战方案，即此一第十九號計劃，其後在1912年經過修訂。第十九號計劃假設德軍在開戰後主攻法國，而俄国则以两路同时进攻，以四个集团军的兵力进攻奥地利的加利西亚，两个集团军的力量在东普鲁士入侵德国东境。俄国要在其总动员的第15天以兩個集团军的兵力主动发起对东普鲁士的攻击，由南北兩路經马祖里湖地区两侧发动钳形攻势。

## 參看
- 第一次世界大戰列強軍備競賽
- 第十七號計劃
- 施里芬計劃
- 坦能堡战役 (1914年)